# Vision Zero
Vision Zero — це міжнародна програма безпеки дорожнього руху, яка спрямована на створення транспортної інфраструктури без смертельних випадків або серйозних травм під час дорожнього руху. Її було започатковано у Швеції та схвалено їхнім парламентом у жовтні 1997 року. Основним принципом є те, що «життя та здоров’я ніколи не можна обміняти на інші блага в суспільстві», а не більш звичайне порівняння між витратами та вигодами, де життя та здоров’я оцінюються в грошовій формі, а потім ця цінність використовується, щоб вирішити, скільки грошей витратити на дорожню мережу в інтересах зменшення ризику.
Програму було вперше презентовано у 1995 році і з того часу її було застосовано також і у багатьох інших країнах.

## Принципи
Vision Zero базується на базовому етичному принципі, згідно з яким «ніколи не може бути етично прийнятним, щоб люди гинули або отримували серйозні травми під час руху в системі дорожнього транспорту». У більшості систем дорожнього транспорту учасники дорожнього руху несуть повну відповідальність за безпеку. Vision Zero змінює ці відносини, підкреслюючи, що відповідальність поділяють проектувальники транспортних систем і користувачі доріг.

## Швидкісний ліміт
Vision Zero пропонує «можливі довгострокові максимальні швидкості пересування, пов'язані з інфраструктурою та з враховуванням найкращого досвіду проєктування транспортних засобів і 100 % використання обмежень».
Ці швидкості засновані на обмеженнях для людей і автомобілів. Наприклад, при наїзді добре сконструйованого автомобіля на пішохода, безпечний ліміт швидкості, становить близько 30 км/год.
Так само можна очікувати, що для водіїв і пасажирів максимальна безпечна швидкість добре сконструйованих автомобілів становитиме максимум 70 км/год (43 милі/год) при лобових зіткненнях і 50 км/год (31 миль/год) при бічних зіткненнях. Швидкість понад 100 км/год (62 милі/год) допустима, якщо інфраструктура розроблена таким чином, щоб запобігти лобовим і бічним зіткненням.
| Тип інфраструктури та трафіку                                                           | Можлива швидкість руху (км/год) |
| --------------------------------------------------------------------------------------- | ------------------------------- |
| Місця з можливими конфліктами між пішоходами та автомобілями                            | 30 км/год                       |
| Вулиці у населених пунктах, перехрестя з можливими бічними зіткненнями між автомобілями | 50 км/год                       |
| Дороги поза населеними пунктами, сільські дороги                                        | 70 км/год                       |
| Дороги без можливості бічного чи лобового зіткнення (лише зіткнення з інфраструктурою)  | 100+ км/год                     |

«Дороги, на яких немає можливості бічного чи лобового зіткнення», іноді позначають як Тип 1 (автомагістралі/автобани), Тип 2 («дороги 2+2») або Тип 3 («дороги 2+1»). На цих дорогах є огорожі, що розділяють зустрічний рух, обмежений доступ, роздільний рівень і заборони для повільніших і вразливіших учасників дорожнього руху.
Нерозділені сільські дороги можуть бути досить небезпечними навіть із обмеженнями швидкості, які порівняно низькі. У 2010 році на сільських дорогах Німеччини, швидкість яких зазвичай обмежена 100 км/год (62 милі/год), рівень смертності становив 7,7 смертельних випадків на мільярд кілометрів шляху, що вище, ніж на міських вулицях (5,2), і набагато вище, ніж на автобанах (2,0).

## Засоби
Програма пропонує такі засоби досягнення поставлених цілей:
- Зменшення ширини смуг руху. Надмірна ширина смуг руху створює у водіїв хибне відчуття безпеки та спонукає їхати швидше, що збільшує ризики важких ДТП. Зменшення ширини смуг руху змушує водіїв бути уважнішими та їхати обережніше, що зменшує кількість ДТП на 24-53 %.[9]
- Мінімізація кількості дорожніх знаків. Дослідження у Великій Британії та Нідерландах показали, що суттєве зменшення кількості дорожніх знаків на перехресті робить водіїв уважнішими та змушує знижувати швидкість руху. Це робить дорожню обстановку безпечнішою та знижує кількість ДТП, оскільки водії більше зосереджуються на інших учасниках дорожнього руху. Утім ще важливо, щоби цей підхід застосовувався у комплексі з іншими засобами заспокоєння руху. Одним із засновників такого підходу є транспортний інженер з Нідерландів Ханс Мондерман.[10]
- Викривлення траєкторії руху. Довгі прямі ділянки провокують водіїв на швидку їзду, що може бути особливо небезпечно у населених пунктах. Для зниження швидкості руху використовують фізичні викривлення смуги руху, які змушують водіїв знижувати швидкість до безпечної.[11]
- Острівці безпеки. Конструктивно виділений над проїзною частиною захисний елемент, призначений для зупинки пішоходів під час переходу проїзної частини.
- Антикишені. Розширення тротуару, призначене для скорочення довжини пішохідного переходу та привернення до нього додаткової уваги водіїв або для запобігання нелегальному паркуванню. Також може використовуватися для влаштування зупинок громадського транспорту.
- Підвищений пішохідний перехід
- Перехрестя з круговим рухом. Попри те, що світлофорне регулювання знижує число аварій і збільшує пропускну здатність перехрестя, як правило, аварії на них призводять до тяжкіших наслідків, ніж на перехрестях з круговим рухом.
- Дороги з розділовим бар'єром. Рішення ефективно запобігає аваріям, пов'язаним із зіткненнями зустрічного автотранспорту. Будівництво розділових бар'єрів активно ведеться в Швеції з 1998 року.
- Контрастне освітлення пішохідних переходів
- Детальне розслідування аварій зі смертельним випадком. Усі дорожні аварії зі смертельними наслідками розслідує спеціальна комісія. Після закінчення розслідування вони пропонують рішення для повторного уникнення автотрощей.
- Нагадування про ремені безпеки. Коли автомобілі оснащено системами нагадування про ремені безпеки, показник використання ременів у таких автомобілях досягає 100 %.
- Алкозамки. Технологія призначена зменшити кількість випадків водіння в нетверезому стані.
- Фоторадари. Засіб контролю над встановленими обмеженнями швидкості на дорогах.
- Використовування велосипедних шоломів. Усі діти до 15 років зобов'язані використовувати шолом при їзді на велосипеді.

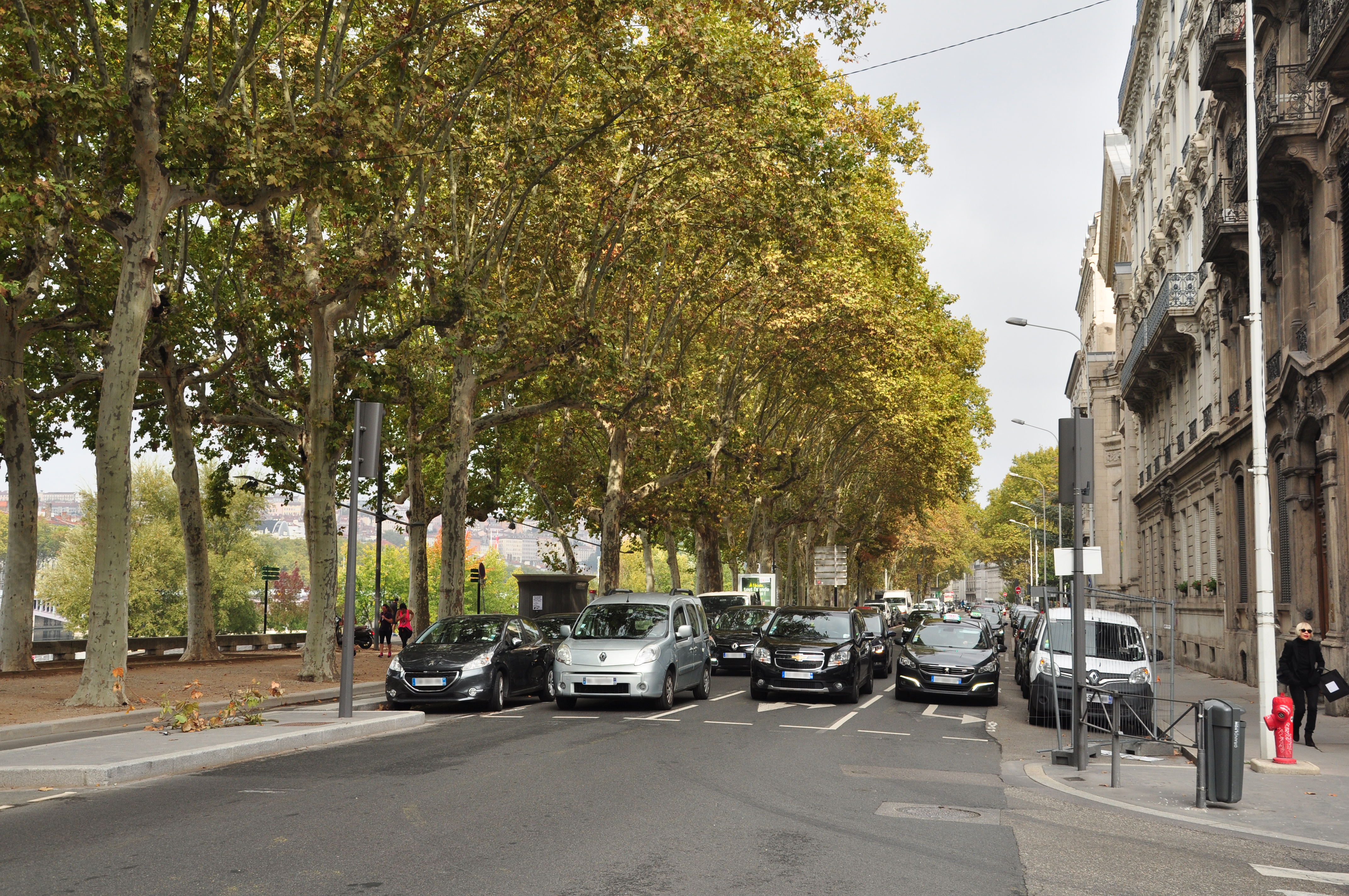
Вузькі смуги руху на одній з центральних вулиць, Ліон
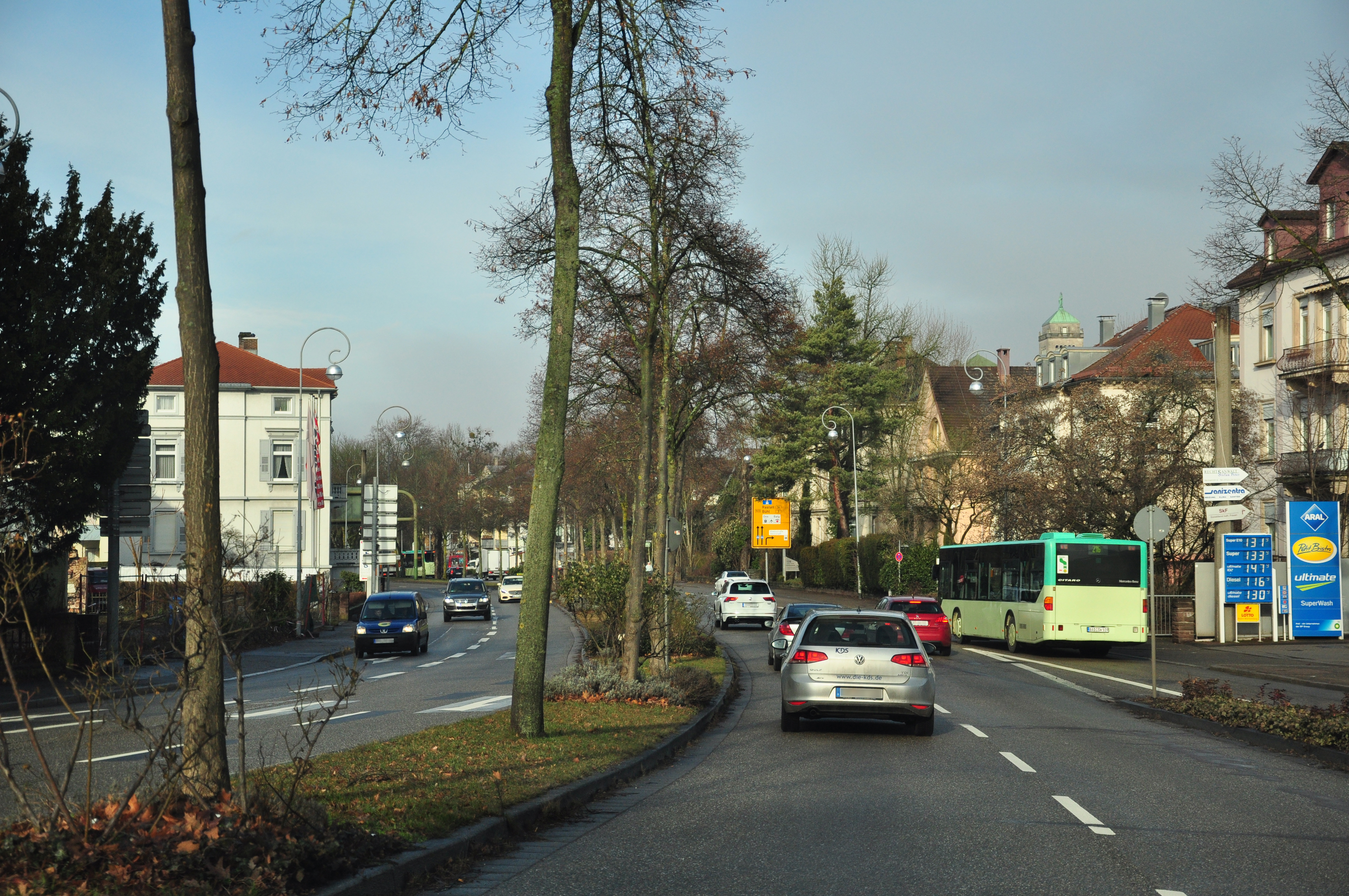
Вулиця з озелененою розділовою смугою у м. Баден-Баден
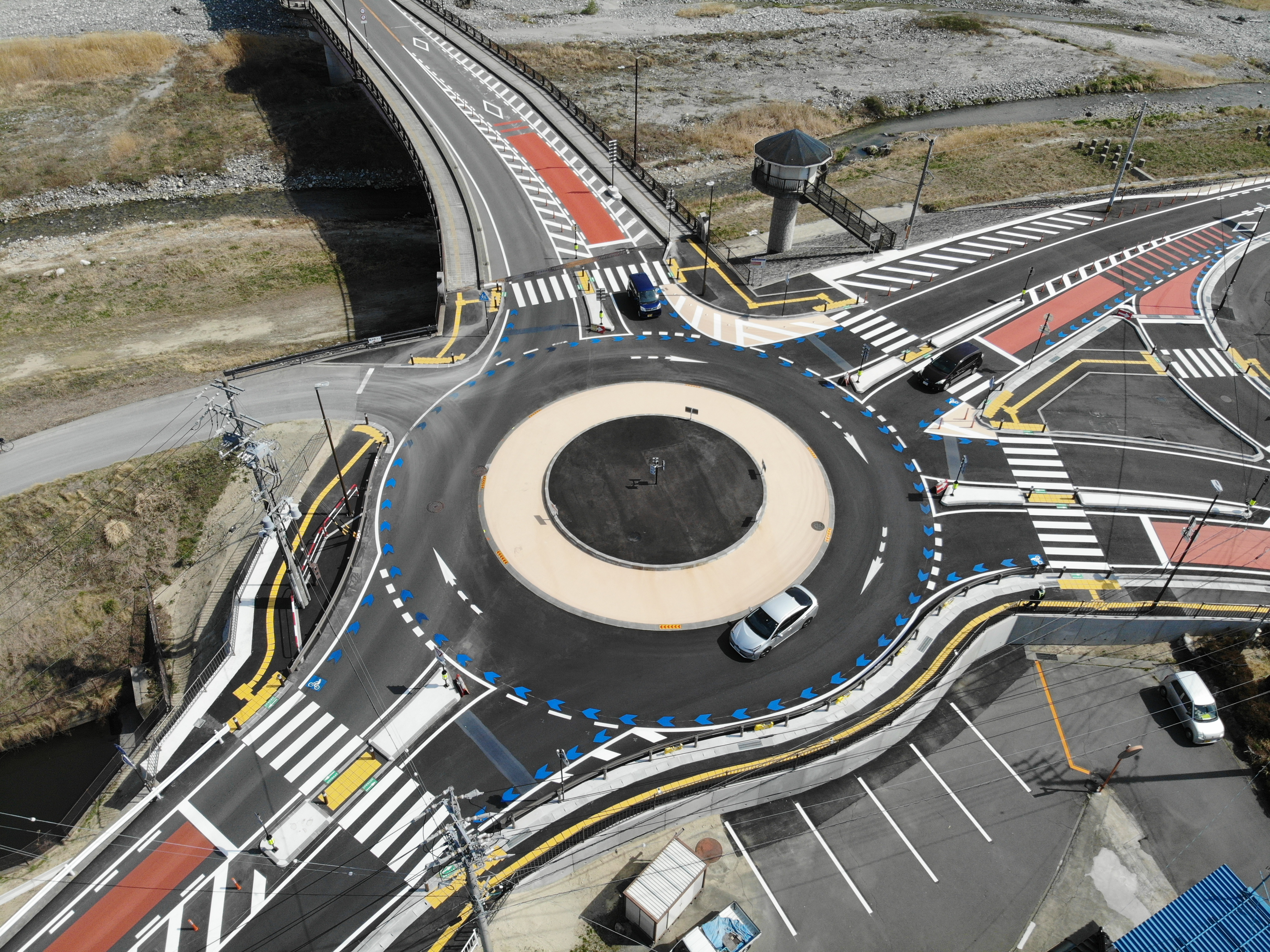
Кільцева розв'язка (Японія)
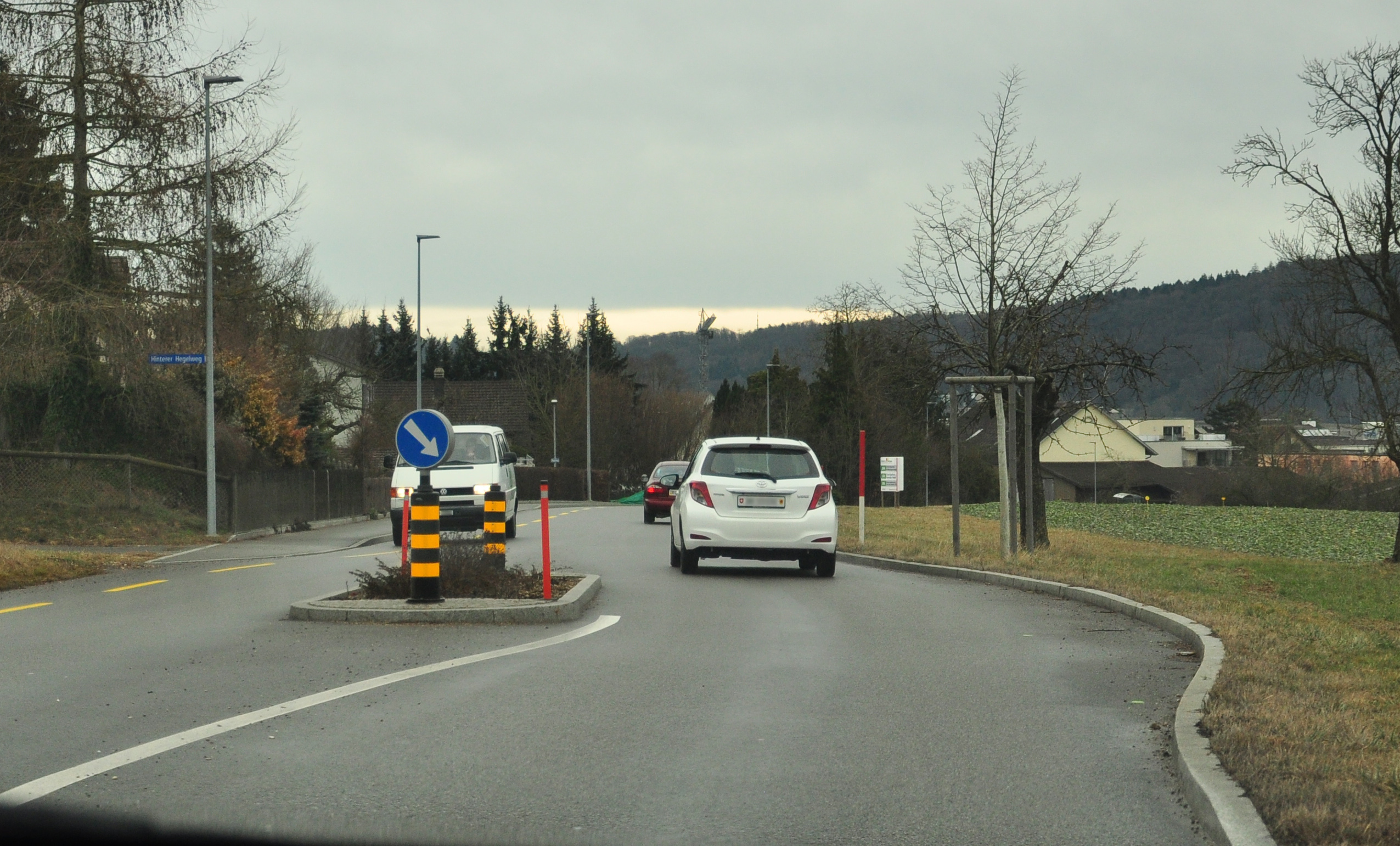
Викривлення смуги руху на в'їзді до поселення, Швейцарія
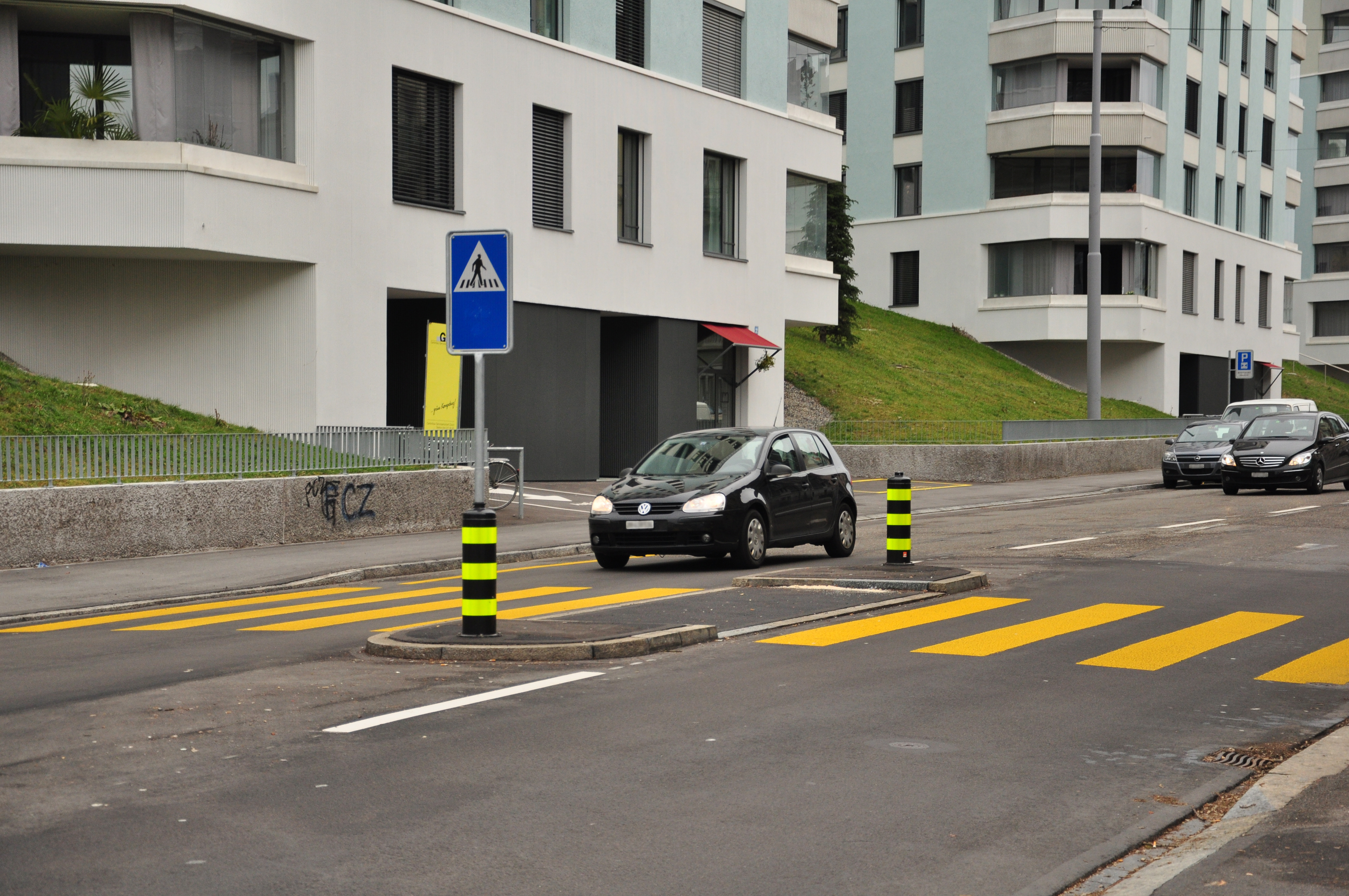
Острівець безпеки, Цюрих
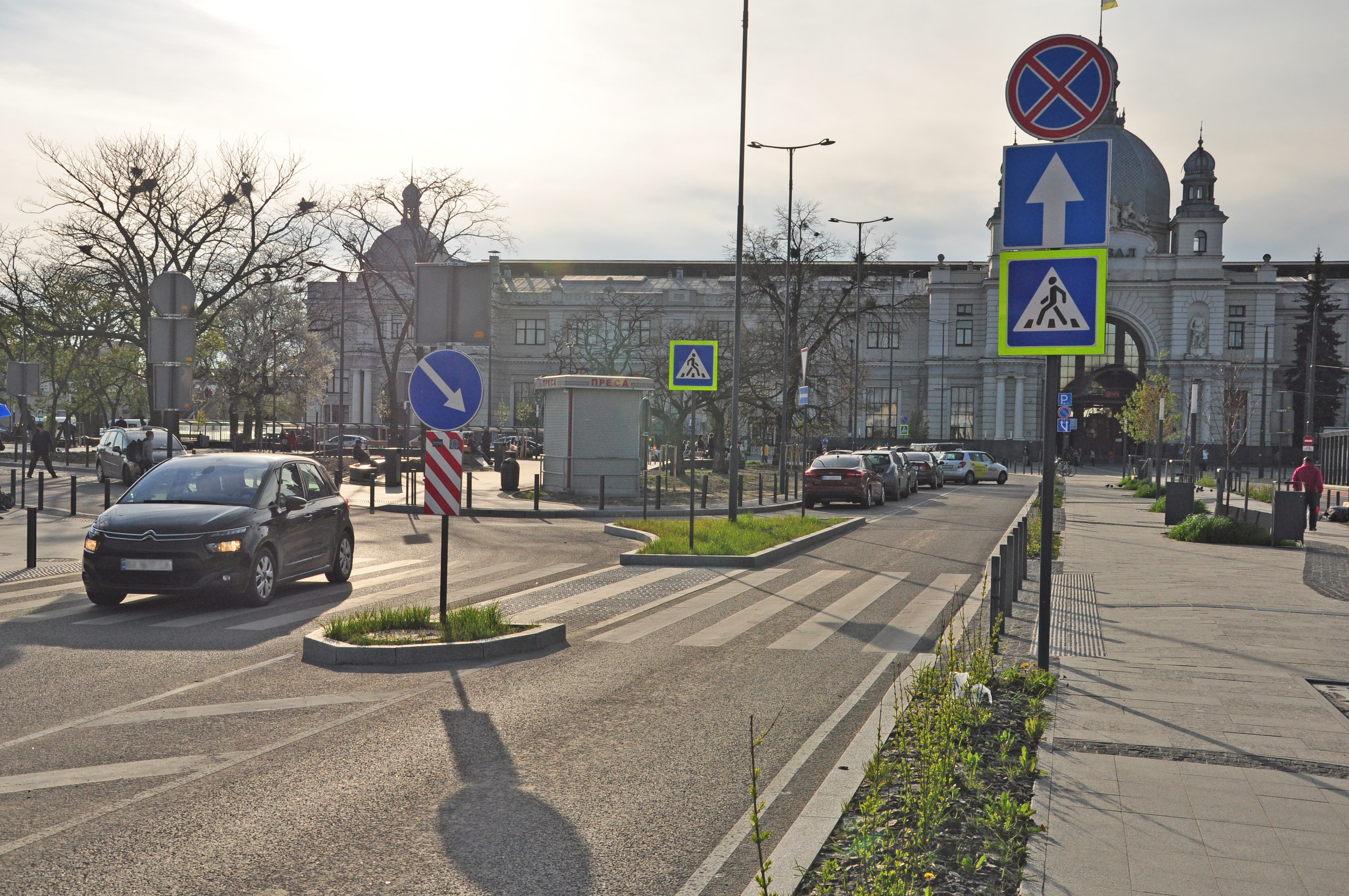
Острівець безпеки, Львів, площа Двірцева
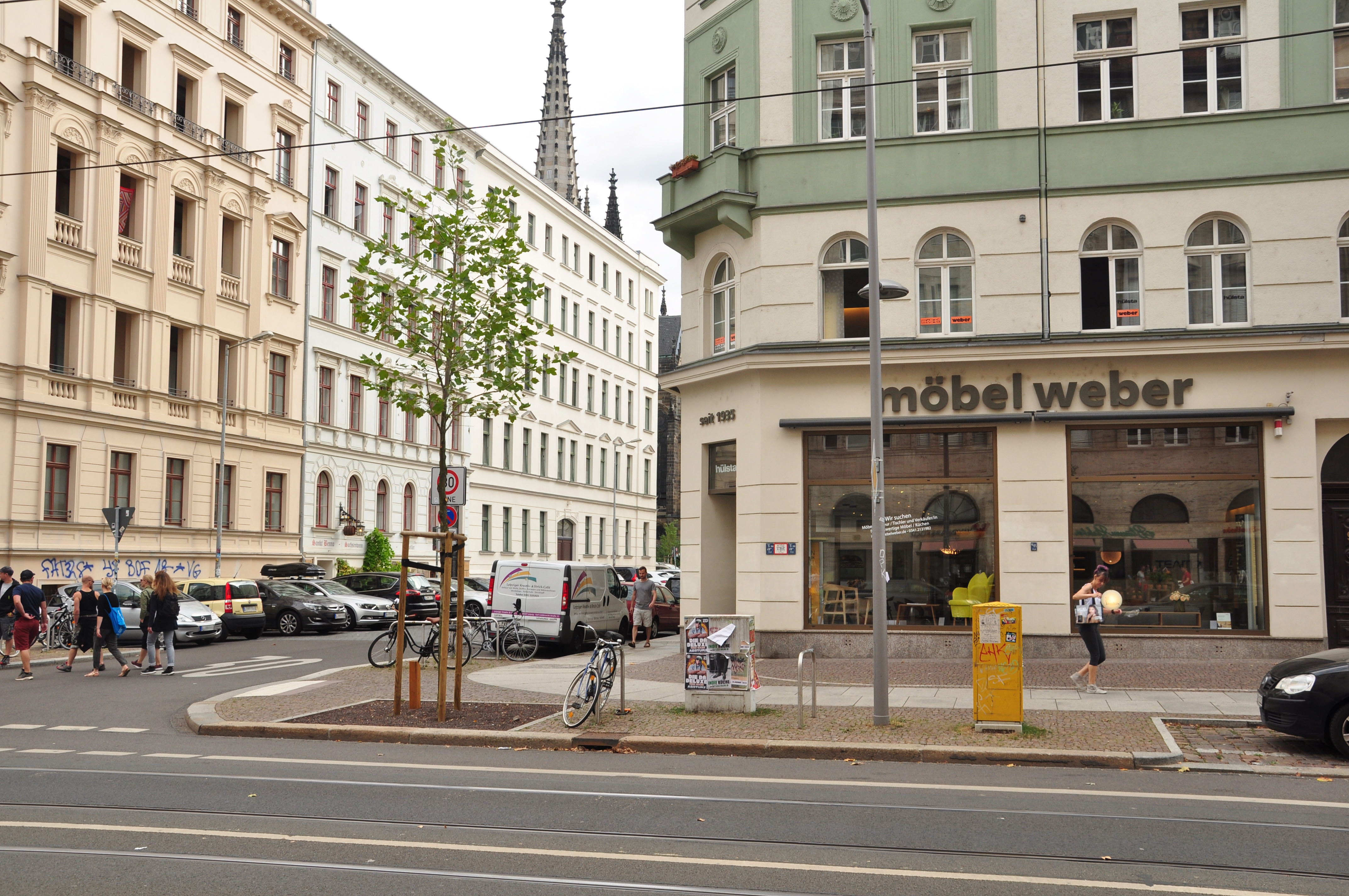
Антикишеня на перехресті, Лейпциг
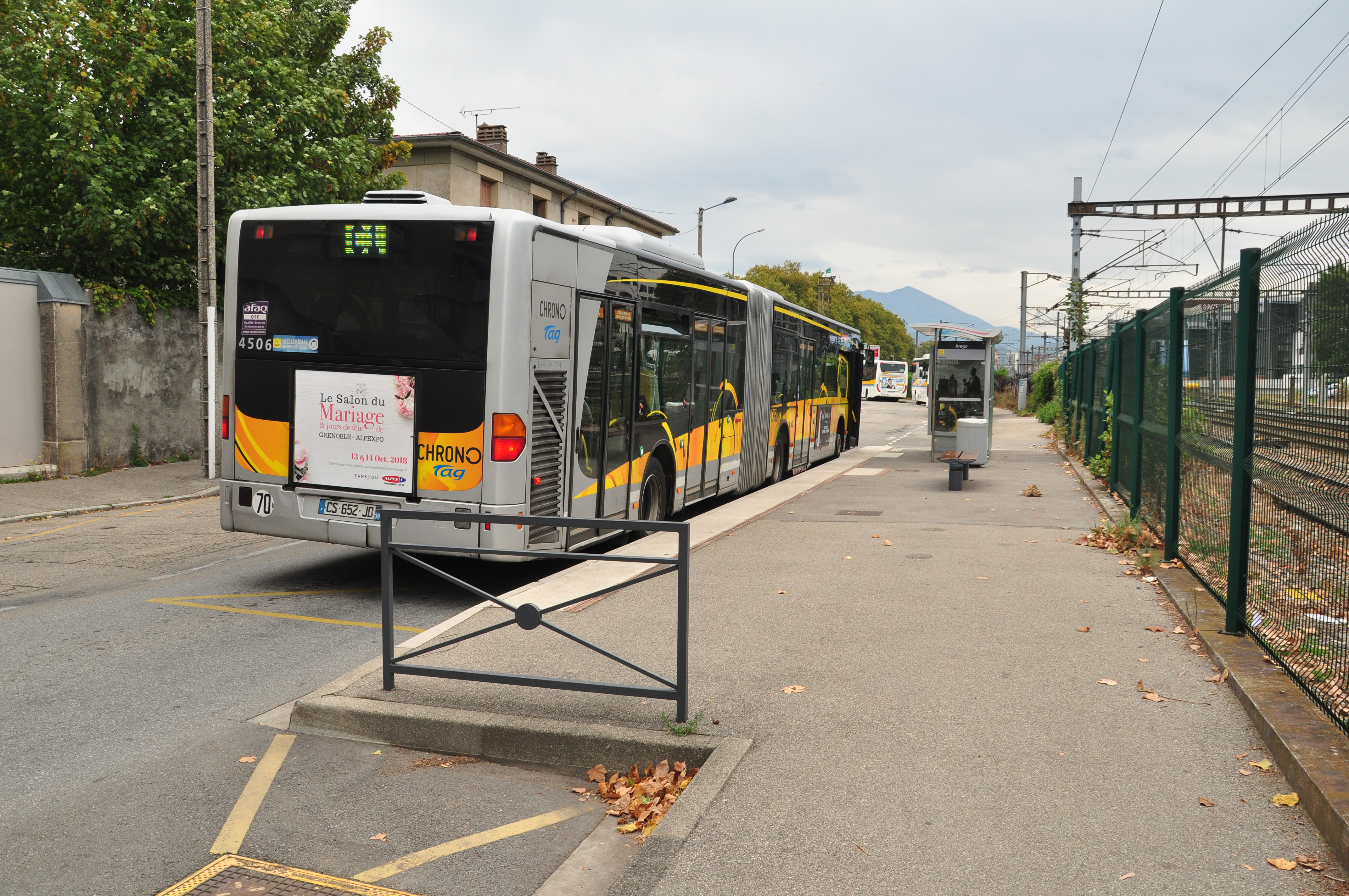
Автобусна зупинка у формі антикишені, Гренобль
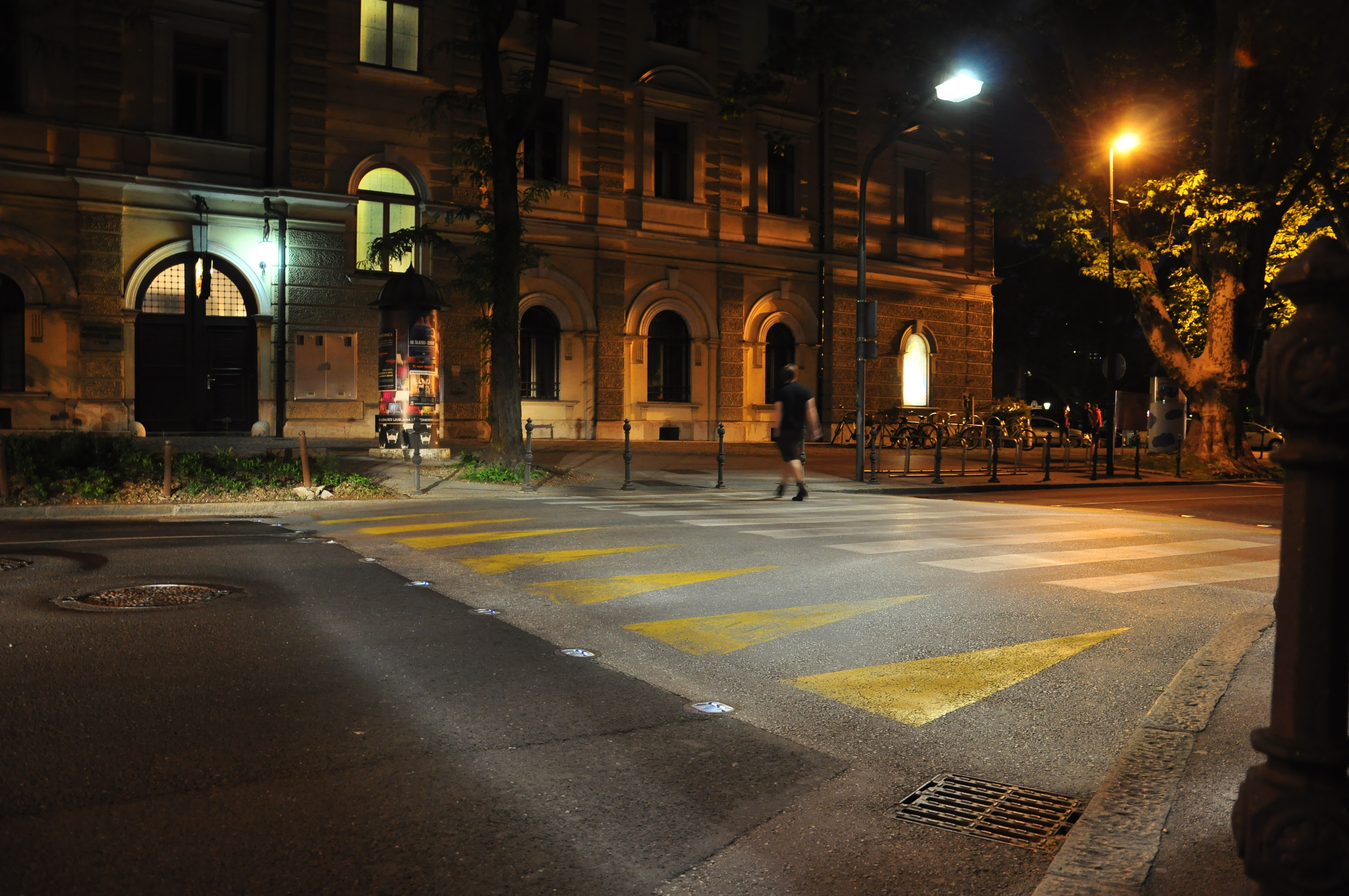
Підвищений пішохідний перехід з додатковою контрастною підсвіткою, Любляна

## Впровадження

### Домініканська Республіка
Vision Zero вплинув і на Домініканську Республіку. Країна, незважаючи на найнебезпечніший рух у світі, зуміла поліпшити ситуацию до того місця, де кожен рік на сто тисяч домініканців помирає лише сорок осіб, дотримуючись ряду керівних принципів, що базуються на зменшенні кількості дорожньо-транспортних пригод.

### Канада
У грудні 2015 року канадська благодійна організація із запобігання травматизму Parachute разом зі стратегом безпеки дорожнього руху Маттсом Беліном зі Швеції представила концепцію Vision Zero майже 100 партнерам із безпеки дорожнього руху.
У листопаді 2016 року Parachute провів одноденну національну конференцію з безпеки дорожнього руху, присвячену цілям і стратегіям Vision Zero, у якій взяли участь лідери в галузі охорони здоров’я, організації дорожнього руху, правоохоронних органів, політики та адвокації.
З цього було сформовано Parachute Vision Zero Network, до складу якого входять понад 250 прихильників безпеки дорожнього руху та практиків з правоохоронних органів, уряду та муніципалітетів. Мережа слугує для координації зацікавлених сторін, напрацювання спільної позиції, а також для надання громадам інформації та рекомендацій, які допоможуть їм вирішити проблеми безпеки дорожнього руху, використовуючи перевірені рішення.
У жовтні 2017 року відбувся другий саміт Parachute Vision Zero, на якому були присутні члени мережі та політики, включно з міністром транспорту Онтаріо Стівеном Дель Дука [22].

#### Активності у канадських містах
- Брентфорд, Онтаріо: обов'язкова реалізація принципів Vision Zero у плануванні вулиць.[16]
- Едмонтон: 22 вересня 2015 року міська рада Едмонтона оголосила, що це «перше канадське місто, яке офіційно прийняло Vision Zero». Її Стратегія безпеки дорожнього руху на 2016-2020 роки спрямована на «нульову кількість смертельних і серйозних зіткнень із травмами». Цілями стратегії є зниження рівня 1) загальних зіткнень із травмами та 2) зіткнень на перехрестях.[17]
- Гамільтон: зобов’язання працювати над Vision Zero, хоча прихильники безпеки дорожнього руху розкритикували пріоритети фінансування як «пустощі» через зосередженість на таких елементах, як громадська освіта та автомагістралі, а не на вдосконалення велосипедної та пішохідної інфраструктури чи зміні обмежень швидкості.[18]
- Кітченер: Офіційне прийняття міською радою стратегії Vision Zero до 2020 року.[19]
- Норт-Бей, Онтаріо: створення у 2018 році схваленого міською радою комітету North Bay Vision Zero, який буде консультувати міський інженерний департамент.[20]
- Оттава: 5 липня 2017 року Оттава наказала своєму транспортному комітету підготувати звіт із оновленим планом дій із використанням принципів, викладених у Vision Zero.
- Торонто: 13 червня 2016 року мер Торонто Джон Торі оголосив про план скоротити кількість загиблих і серйозно поранених під час дорожнього руху на 20 відсотків протягом десяти років.[21] У 2019 році міська рада продовжила ці початкові зусилля, прийнявши «Vision Zero 2.0», запровадивши додаткові заходи, як-от зниження обмежень швидкості та автоматизоване застосування [22].
- Ванкувер: 5 квітня 2016 року міська рада Ванкувера схвалила програму Vision Zero, наказавши персоналу доповісти про стратегію нульової кількості смертельних випадків і серйозних травм, пов’язаних із дорожнім рухом [23]. 7 вересня 2018 року міська влада Ванкувера та Hackworks провели хакатон, присвячений концепції Vision Zero. [24]

### Нідерланди
У Нідерландах підхід сталої безпеки відрізняється від Vision Zero тим, що він визнає, що в більшості аварій винні люди, і що дороги повинні бути спроектовані так, щоб вони були «самопояснювальними», таким чином зменшуючи ймовірність аварій. Автодороги прості у використанні та навігації, для учасників дорожнього руху зрозуміло, де вони мають бути та як поводитись. Голландці також запобігають змішуванню видів транспорту, які сильно відрізняються у масі, швидкості та/або напрямках.  Мопеди, велосипедисти та пішоходи тримаються подалі від автомобілів на окремих доріжках вище 30 км/год у населених пунктах. Автобусам також часто дають виділені смуги, що запобігає конфлікту їх великої маси з невеликими звичайними автомобілями.
Нещодавно голландці представили ідею про те, що дороги також повинні бути «прощаючими», тобто створеними для зменшення наслідків дорожньо-транспортної пригоди, коли неминуче все-таки відбувається, принципи, які є основою як нідерландської, так і шведської політики.

### США
В січні 2022 року міністр транспорту США Піт Буттіджедж представив нову національну стратегію безпеки на дорогах (англ. National Roadway Safety Strategy) яка містила, серед іншого, елементи Vision Zero.

### Швеція
Програма почала втілюватися в життя в 1997 році. Ось показники смертності від ДТП:
| Рік  | Смертність |
| ---- | ---------- |
| 1997 | 541        |
| 1998 | 531        |
| 1999 | 580        |
| 2000 | 591        |
| 2001 | 583        |
| 2002 | 532        |
| 2003 | 529        |
| 2004 | 480        |
| 2005 | 440        |
| 2006 | 445        |
| 2007 | 471        |
| 2008 | 397        |
| 2009 | 358        |
| 2010 | 266        |
| 2011 | 319        |
| 2012 | 286        |
| 2013 | 260        |
| 2014 | 270        |
| 2015 | 259        |
| 2016 | 270        |
| 2017 | 252        |
| 2018 | 324        |

Як помітно зі статистики, загальне число смертей на дорогах скоротилося, попри збільшення кількості транспортних засобів.
Станом на початок 2010 року Швеція має один з найнижчих показників смертності в ДТП (3 з 100 тисяч). Для порівняння в країнах Євросоюзу показник смертності становить близько 5, а в США понад 11.
Досвід Швеції переймають і інші європейські країни, як-от Нідерланди та Велика Британія.